# 沖本優大
沖本 優大（おきもと ゆうだい、2005年5月28日 - ）は、日本の男子バドミントン選手。

## 経歴
兄の影響で5歳からバドミントンを始め、全国小学生大会で3連覇を果たす。

### 2023年
ふたば未来高校の同世代の、谷岡大后とのペアでバドミントン日本代表のナショナルチームB代表に選出される。
3月の全国高校選抜大会では、男子シングルス、男子ダブルス、団体戦の全てで優勝し、高校2年生で3冠を達成した。
7月のアジアジュニア選手権では、男女混合団体戦で男子シングルスとして出場し、日本チームの優勝に貢献した。また、個人戦の男子シングルスでも決勝に進出するも、中国の胡哲安に敗れ、準優勝となった。
8月の全国高校総体では、学校対抗戦の準決勝でふたば未来高校に敗れるが、個人戦の男子シングル、男子ダブルスを共に優勝し2冠を達成した。
11月の韓国マスターズでは男子ダブルスで谷岡大后とのペアで出場。予選を勝ち上がり本戦1回戦では、インカレ（全日本学生選手権）王者の熊谷翔 / 小川航汰をストレートで破る。2回戦では、世界ランク36位の遠藤彩斗 / 武井優太に敗れるが、17-21, 21-19, 21-23と、ファイナルデュースの試合を演じ、18歳の高校生にして大健闘となった。

### 2024年
4月にBIPROGYに入社。

## 成績

### アジアジュニア選手権
| 年   | 開催地           | 対戦相手 | スコア              | 結果   |
| ---- | ---------------- | -------- | ------------------- | ------ |
| 2023 | ジョグジャカルタ | 胡哲安   | 21-13, 14-21, 14-21 | 準優勝 |